# Шафраньская, Карина
Кари́на Шафра́ньская или Кари́на Пёнтко́вская (пол. Karina Szafrańska, Karina Piontkowska, Karina Piątkowska) — польская актриса театра, кино и телевидения, также актриса озвучивания, телеведущая и стриптизёрша.

## Биография
Карина Шафраньская родилась в 1965 году в Польше. Сначала профессиональная стриптизёрша, в 1978 году сыграла эпизод в телефильме «Крошка зеркала». Актёрское образование получила в Государственной высшей театральной школе во Вроцлаве, которую окончила в 1989 году. Дебютировала в театре в 1991 году в Варшаве ролью Красной Шапочки в спектакле «Красная шапочка» Евгения Шварца. Выступала в спектаклях «театра телевидения» в 1991—1993 годах. Актриса театров в Варшаве, первая ведущая в первом польском частном телевидении.

## Избранная фильмография
актриса
- 1978 — «Крошка зеркала» / Okruch lustra
- 1983 — «Магические огни» / Magiczne ognie
- 1984 — «Секс-миссия» / Seksmisja
- 1984 — «Хозяин на Жулавах» / Pan na Żuławach (только в 3-й серии)
- 1984 — «Доложи, 07» / 07 zgłoś się (только в 17-й серии)
- 1986 — «Герой года» / Bohater roku
- 1987 — «Баллада о Янушике» / Ballada o Januszku (только в 7-й серии)
- 1991 — «Да здравствует любовь!» / Niech żyje miłość
- 1992 — «Энак» / Enak
- 1992 — «Холостяцкая жизнь на чужбине» / Kawalerskie życie na obczyźnie
- 1993 — «Человек из…» / Człowiek z…

польский дубляж
- актёрские фильмы / сериалы: «Воришки», «Санта-Клаус 2», «Мармадюк», «Мистический городок Эйри в Индиане», «Оптом дешевле», «Путешествия Гулливера», «Фантастическая четвёрка»
- мультфильмы / мультсериалы: «Бэмби», «Коты-аристократы», «Ледниковый период», «Мышиный дом», «Приключения Флика», «Роботы», «Самурай Джек», «Спасатели», «Сто один далматинец», «Хортон», «Эд, Эдд и Эдди»